# Maqsat Täikenow
Maqsat Jessengeldiuly Täikenow (kasachisch Мақсат Есенгелдіұлы Тәйкенов Maqsat Esengeldıūly Täikenov; * 14. August 1997 in Aqtau) ist ein kasachischer Fußballspieler, der seit 2025 bei Schetissu Taldyqorghan unter Vertrag steht.

## Karriere

### Vereine
Täikenow begann seine Karriere 2015 beim FK Bäiterek, wo er bis 2018 spielte. Im Jahr 2018 wechselte er zum Kaspij Aqtau. Dort bestritt er bis 2024 insgesamt 112 Ligaspiele, in denen er drei Tore erzielte. Sein Debüt in der kasachischen Premier League gab er am 18. August 2020 bei einer 0:3-Niederlage gegen den FC Kairat.
Im Februar 2025 unterschrieb Taykenov einen Vertrag beim kasachischen Verein Schetissu Taldyqorghan.

### Nationalmannschaft
Täikenow debütierte am 4. September 2021 für die kasachische Nationalmannschaft in einem Qualifikationsspiel zur FIFA-Weltmeisterschaft 2022 gegen 
Finnland, das mit 0:1 verloren ging.